# Otis Redding
Otis Ray Redding, Jr. (ur. 9 września 1941 w Dawson w stanie Georgia, zm. 10 grudnia 1967 k. Madison) – amerykański piosenkarz tworzący muzykę w gatunku soul w stylach deep soul i southern soul. Był jednym z najwybitniejszych twórców muzyki tego gatunku. Surowo brzmiący śpiew, uczuciowe wykonanie oraz rozbudowane aranżacje oparte na instrumentach dętych to podstawowe cechy piosenek Reddinga. Artysta ma na swoim koncie głębokie, melancholijne ballady, jak i taneczne przeboje.
Otis Redding zginął w katastrofie lotniczej w Wisconsin wraz z członkami swego zespołu instrumentalnego The Bar-Kays.
W 1989 Otis Redding został wprowadzony do Rock and Roll Hall of Fame.
W 2004 jeden z jego największych przebojów „(Sittin on) The Dock of the Bay”, nagrany kilka dni przed śmiercią, został sklasyfikowany na 28. miejscu
listy 500 utworów wszech czasów magazynu Rolling Stone, zaś w 2010 na 26. miejscu tejże listy.

## Wybrana dyskografia
- 1964 Pain in My Heart
- 1965 The Great Otis Redding Sings Soul Ballads
- 1966 The Soul Album Sundazed
- 1966 Complete & Unbelievable – The Otis Redding
- 1966 Remembering
- 1966 Otis Blue – Otis Redding Sings Soul
- 1967 King & Queen
- 1967 Live in Europe
- 1968 The Dock of the Bay
- 1968 The Immortal Otis Redding
- 1968 In Person at the Whisky a Go Go [live]
- 1969 Love Man
- 1970 Historic Performances Recorded at Monterey International Pop Festival – Jimi Hendrix[4]/Otis Redding
- 1970 Tell the Truth
- 1992 Remember Me
- 1993 Good to Me – Live at the Whiskey a Go Go